# 大塚直樹
大塚 直樹（おおつか なおき、1949年3月22日 - ）は、日本の元リングアナウンサー、実業家。新日本プロレス営業部長、ジャパンプロレス代表取締役社長および代表取締役副会長を歴任。1980年代中期の日本マット界を活性化させた。

## 来歴
東京都江戸川区出身。1971年、駒澤大学法学部法律学科卒業。大学2年時から本多芸能スポーツサービスでアルバイトとして国際プロレスの営業を手伝う。大学卒業後、トヨタ東京カローラ入社。同年12月に知人に誘われ、翌1972年2月に新日本プロレス入社。
初代リングアナウンサーを2年間つとめたのち、新間寿の右腕として活動し営業部長を務める。
1983年、新日本プロレスで起きた「クーデター事件」を契機に1983年12月に新日本を退社。新たに興行会社を設立し、アントニオ猪木より名称を譲渡された新日本プロレス興行として法人登記し設立。長州力らとジャパンプロレスを旗揚げした。
現在はプロレス界を離れて、株式会社タジマ代表取締役。
2019年5月27日、著書『クーデター 80年代新日本プロレス秘史』を刊行。初代タイガーマスクの引退、猪木の社長辞任、長州らの離脱とジャパンプロレスの設立など、それら全てを知る立場から自身の日記をもとに真実を告白した。
次女の夫はプロレス引退後にタジマに入職した元プロレスラーの伊藤旭彦で、2014年より同社の取締役社長に就任している。

## 著書
- 『クーデター 80年代新日本プロレス秘史』宝島社　2019年5月27日[7]

## 関連書籍
- 小佐野景浩『昭和プロレス維新』日本スポーツ出版社
- 竹内宏介『プロレス醜聞100連発!!』日本スポーツ出版社
- 『週刊プロレスSPECIAL 日本プロレス事件史 Vol.2』ベースボール・マガジン社　2014年